# Harpalus spadiceus
Harpalus spadiceus är en skalbaggsart som beskrevs av Pierre François Marie Auguste Dejean. Harpalus spadiceus ingår i släktet Harpalus och familjen jordlöpare. Inga underarter finns listade i Catalogue of Life.